# NGC 1186
NGC 1174 = NGC 1186 ist eine leuchtschwache Balken-Spiralgalaxie vom Hubble-Typ SBbc im Sternbild Perseus am Nordsternhimmel. Sie ist schätzungsweise 128 Millionen Lichtjahre von der Milchstraße entfernt und hat einen Durchmesser von etwa 115.000 Lichtjahren. Die Masse des zentralen Schwarzen Lochs in ihrem Zentrum wurde anhand der Leuchtkraft ihres Bulges in einem bestimmten Band und Vergleich mit ähnlichen Objekten zu rund 30 Millionen Sonnenmassen abgeschätzt. Gemeinsam mit NGC 1171 und IC 284 bildet sie die NGC 1186-Gruppe.
Das Objekt wurde am  27. Oktober 1786 vom deutsch-britischen Astronomen William Herschel entdeckt. Davon unabhängig wurde es am 31. August 1883 von Lewis Swift beobachtet und beschrieben. Dabei wurde es nicht als identisch mit dem von Herschel katalogisierten Nebel erkannt, was zum Eintrag NGC 1174 führte.

## NGC 1186-Gruppe (LGG 82)
| Galaxie  | Alternativname | Entfernung/Mio. Lj |
| -------- | -------------- | ------------------ |
| NGC 1186 | PGC 11617      | 128                |
| NGC 1171 | PGC 11552      | 128                |
| IC 284   | PGC 11643      | 127                |